# Sơn La
Sơn La wymowaⓘ – miasto w Wietnamie, stolica prowincji Sơn La. W 2008 roku ludność miasta wynosiła 20 660 mieszkańców.